# Microterys ferrugineus
Microterys ferrugineus är en stekelart som först beskrevs av Christian Gottfried Daniel Nees von Esenbeck 1834.  Microterys ferrugineus ingår i släktet Microterys och familjen sköldlussteklar. Arten är reproducerande i Sverige. Inga underarter finns listade i Catalogue of Life.